# Braye-sur-Maulne
Braye-sur-Maulne is een gemeente in het Franse departement Indre-et-Loire (regio Centre-Val de Loire) en telt 222 inwoners (2005). De plaats maakt deel uit van het arrondissement Tours.

## Geografie
De oppervlakte van Braye-sur-Maulne bedraagt 11,6 km², de bevolkingsdichtheid is 19,1 inwoners per km².
De onderstaande kaart toont de ligging van Braye-sur-Maulne met de belangrijkste infrastructuur en aangrenzende gemeenten.

## Demografie
Onderstaande figuur toont het verloop van het inwonertal (bron: INSEE-tellingen).